# ロンドンレコード
ロンドン・レコード（London Recordings、またはLondon Records、London Music Stream）は、デッカ・レコードのエドワード・ルイス（Edward Lewis）が1947年に設立したイギリスのレコード・レーベル。

## 歴史
ロンドン・レコードに所属した有名なミュージシャンとしては、ローリング・ストーンズやムーディー・ブルースなどがあげられる。ローリング・ストーンズはイギリスではデッカ・レコード、アメリカではロンドン・レコードから楽曲が発表された。

### 日本での活動
イギリス資本のデッカ・レコードは、「ロンドンレコード」として、日本ではキングレコードから配給されていた。キングレコード配給時代には、一部の邦楽ポップスや、自社制作および海外マイナーレーベルのクラシック音楽でロンドンレコードのレーベルで発売されたものがあった（下記参照）が、これらはロンドンレコード日本法人設立後は他レーベル（キングレコード・セブンシーズ・ファイアバードなど）に変更されている。その契約は無期限自動更改制だったが、デッカ・レコード本体がポリグラム（現:ユニバーサルミュージック）の傘下に入ったことから契約方式が変更された。
1981年9月30日、契約満了とともに東京都港区狸穴に設立されたポリグラム系のポリドール・インターナショナルが100％出資する完全子会社の日本法人「ロンドンレコード株式会社」に移管。流通面はいわば兄弟会社のポリドール株式会社（以下ポリドールK.K.、現：ユニバーサルミュージックLLC）に委託する形となった。発足時の社長は、ブリアース・バッハ。副社長は、インターソング社長の高嶋弘之とNEWSレコード社長の山本詔治であった。
日本国内においては洋楽部門が中心で、邦楽部門は制作スタッフも少なかった。また、1970年代以前のクラシック音楽のタイトルはデッカ・レコードの意向によりキングレコードからも引き続き発売されたものと、ロンドンレコードからポリドールに移行したものとがあった他、再発売の度に双方で発売権を往復したものや、メディアによって発売元が異なったものもあった（例：アナログレコード・CD＝キング、カセットテープ＝ポリドール）。またアナログレコードからCDへの移行後は、マスタリング違いでそれぞれから同時期に発売されたものがあった。その一方、ローリング・ストーンズやゾンビーズ等のポピュラーの旧譜は、ロンドンレコードから、ポリドール、ポリグラム、ユニバーサルミュージックへと発売が完全移行している。
1984年、兄弟関係にあったポリドールK.K.に吸収合併。英米では21世紀以降もソフトが販売されている。

## 主な所属アーティスト

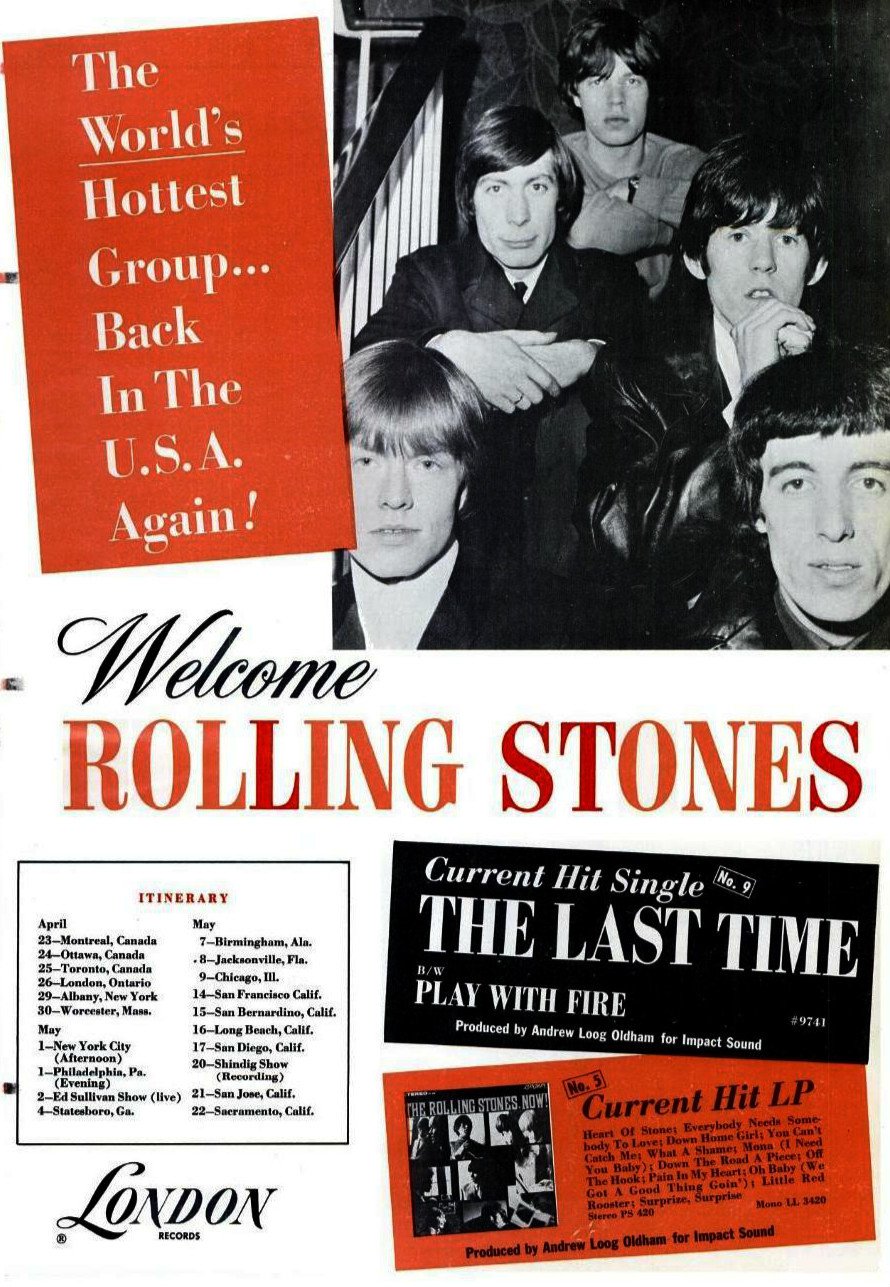
ローリング・ストーンズを扱ったロンドン・レコードの業者向け広告（1965年）

- エイス・オブ・ベイス
- オール・セインツ
- バナナラマ
- ジョン・メイオール
- ムーディー・ブルース
- ナッシュヴィル・ティーンズ
- ノー・スウェット
- オンスロート
- パーフェクト・デイ
- ポピー・ファミリー
- クイーン・B
- ローリング・ストーンズ
- ショナ・ダンシング
- ソルト・ン・ペパ
- サヴォイ・ブラウン
- シェーン・フィラン
- スリープ
- スパークス
- ゾンビーズ

### 日本のアーティスト
「ロンドンレコード」からレコードを発売（販売はポリドールK.K.〈現：ユニバーサルミュージックジャパン〉へ委託）した経緯のあるアーティスト。
- RCサクセション
- 忌野清志郎+坂本龍一 - 「い・け・な・いルージュ・マジック」
- 坂本龍一
- 大空はるみ（Tantan）（編集盤「赤坂ソウル」に収録）

以下はキングレコード配給時代。
- BUZZ - 「ケンとメリー」がヒット。
- 朱里エイコ（1968年 - 1969年）